# Léonard Duphot
Pour les articles homonymes, voir Duphot.
Léonard Duphot, né le 21 septembre 1769 à Lyon et mort assassiné le 27 décembre 1797 à Rome, est un général de brigade de la Révolution française.

## États de service
Léonard Mathurin Duphot nait dans la paroisse Saint-Pierre-et-Saint-Saturnin du quartier des Terreaux, ainé d'une fratrie de 3 enfants de Hyacinthe-Michel Duphot, maître maçon (futur maire de La Guillotière en 1794) et Catherine Guillebeau, fille de l'architecte lyonnais Étienne Guillebeau,
Il entre au service le 25 juillet 1785, à 15 ans, au régiment de Vermandois en garnison à Perpignan. Il est caporal le 13 juin 1788 puis sergent le 25 mars 1792. Le régiment de Vermandois devient le 61e régiment d'infanterie et est envoyé sur la frontière des Alpes sous les ordres du lieutenant-général de Montesquiou-Fézensac. Pendant dix mois, Duphot, à l'avant-garde de l'armée d'Italie, participe à tous les combats amenant la conquête du comté de Nice. De retour à Perpignan avec la 61e d'infanterie lors de la déclaration de guerre avec l'Espagne, il est élu en avril 1793 adjudant-major au bataillon des volontaires du Cantal.  
Le 3 août 1793, il est adjoint à l'état-major du général Giaccomini et adjudant de la place de Perpignan.
Il est nommé le 21 mars 1794 adjudant-général chef de bataillon sous les ordres du général Augereau, dont il assurera l'avant-garde. Il participe à la bataille du Boulou, aux opérations de prise des forts et ouvrages militaires de la zone frontalière. Il participe durant quatre mois à la très dure campagne de la haute-Muga en Espagne.
Le 13 août 1794 le général Augereau, impressionné par la conduite de Duphot à la tête du 8e bataillon de chasseurs lui confie le commandement provisoire d'une de ses trois brigades. Le 22 novembre 1794. Sa belle conduite incite Augereau à le proposer au grade d'adjudant-général chef de brigade. 
Le 20 septembre 1796, Duphot est affecté à l'armée des Alpes. Il se distingue dans lors de nombreuses actions lors de la campagne d'Italie. Blessé d'un coup de biscaïen à Lovadina et en reconnaissance de ses états de service exceptionnels, Bonaparte, général en chef de l'armée d'Italie, demande au Directoire le 6 mars 1797 la nomination de Duphot au grade de général de brigade.
Il est détaché par Napoléon Bonaparte pour organiser les troupes de la République ligurienne. Face aux troubles qui embrasent cette jeune république sœur, il réprime les émeutes armées, rétabli l'ordre, instaure la sécurité et assure la logistique des troupes et de la ville. Il reçoit, pour sa conduite vigoureuse et son administration efficace, un sabre d'honneur du Directoire. Durant cet épisode Génois, il rencontre Désirée Clary dans les locaux du ministre de France. Une réputation de « sabreur » bien établie ne l'empêche pas de découvrir derrière ce général vif et énergique une âme romanesque et un cœur attentionné dont elle tombera éperdument amoureuse.
Affecté à l'armée d'Angleterre alors regroupée sur les bords de la Manche en prévision d'une invasion de l'ile sous le commandement de Bonaparte, il reçoit de celui-ci la permission d'épouser son ex-fiancée et bénéficie d'une permission à cet effet.
Il se trouve à Rome en cette fin d'année 1797. Résidant dans le palais de l'ambassadeur français Joseph Bonaparte, il est tué le 27 décembre 1797 par des soldats du pape, au moment où il tente d'apaiser une émeute occasionnée par un rassemblement des partisans républicains italiens devant l'ambassade de France. Le général Sherlock, présent également au côté de Joseph Bonaparte, est blessé alors que Duphot, s'interposant entre les papistes et l'ambassadeur, est entrainé par son élan et tué devant la Porta Settimiana. Sa mort provoque le départ de l'ambassadeur et de sa suite. Rédigée par Joseph Bonaparte, une lettre, relatant l'événement parut dans Le point du jour du 24 nivose an VI de la république précédant son retour à Paris. Le Directoire décide que l'assassinat de Duphot sera vengé. À cet effet, Rome est occupée par les troupes françaises sous le commandement du général Berthier. Les honneurs militaires seront rendus à la dépouille du général Duphot par l'ensemble des troupes Françaises lors d'un vaste et pompeux défilé « armes basses » en signe de deuil dans la ville éternelle et un monument funéraire sera érigé au cœur de Rome mais ne perdurera pas au départ des troupes françaises. 
Le lendemain de son assassinat, le 28 décembre 1797,  Duphot devait épouser la belle-sœur de Joseph, Désirée Clary. Celle-ci épousera finalement Bernadotte et deviendra reine de Suède.
Duphot était aussi un poète, son Ode aux mânes des héros morts pour la liberté a une grande vogue.

## Hommage
- Depuis 1807 la rue Duphot lui rend hommage à Paris 8e.
- Une rue porte son nom dans le 3e arrondissement de Lyon.
- Une statue du général Duphot du sculpteur lyonnais Charles Bailly est érigée dans le jardin de la préfecture du Rhône à Lyon en 1893.
- « Le jeune Duphot était un général de la plus belle espérance. Il était la vertu même » (Napoléon, Le Mémorial de Sainte-Hélène).